# Прозоров, Григорий Михайлович
Григорий Михайлович Прозоров  — тайный советник, профессор С.-Петербургской Медико-Хирургической Академии; сын священника, родился в 1803 г., умер 8-го января 1885 года в Петербурге, погребен на Никольском кладбище Александро-Невской Лавры.

## Биография
Первоначальное образование получил в Черниговской Духовной Семинарии, в 1821 г. окончил философский класс и, как лучший ученик, был отправлен на казенный счет в Петербург, в Медико-Хирургическую Академию; здесь он слушал лекции и в медицинском, и в ветеринарном отделениях, в 1825 г. окончил курс лекарем и ветеринарным врачом и был награждён серебряною медалью, после чего служил врачом в артиллерийском ведомстве. В 1828 году он участвовал в Турецкой кампании, а в 1831 году — в Польской. В 1833 году П. служил в Артиллерийском, а в следующем году — в Военно-Сухопутном госпиталях. По возвращении с театра военных действий, он стал работать в ветеринарном отделении Медико-Хирургической Академии и уже в 1833 году был назначен исправляющим должность адъюнкта при ветеринарной кафедре профессора Всеволодова.
В 1835 году Прозоров представил диссертацию о прорезе зубов в младенческом возрасте и был признан доктором медицины, а в следующем году получил степень доктора медицины и хирургии. В 1836 году П. выдержал экзамены из всех ветеринарных предметов и был утвержден в должности адъюнкт-профессора ветеринарного отделения; при этом Прозорову было поручено чтение лекций по зоофизиологии и экстерьеру. После выхода в отставку Всеволодова, П. преподавал студентам медицинского и ветеринарного отделений Академии эпизоотологию и ветеринарную полицию, а по смерти профессора Лукина — зоогигиену, зоофармакологию, зоотерапию и судебную ветеринарию; кроме того, он был врачом для студентов и исполнял обязанности субинспектора. В январе 1839 года ему было поручено исполнять должность ординарного профессора, в 1845 году он был утвержден в этом звании, а впоследствии получил звание академика. Одной из главных заслуг П. было то, что он составил и издал разнообразные руководства по ветеринарным наукам: «Ветеринарная родовспомогательная наука», «Полное руководство к распознаванию и лечению болезней у лошадей», «Анатомия лошади» и пр. Прозоров значительно расширил программы преподавания ветеринарных наук в Академии и поставил это преподавание на практическую почву.
В заседаниях Конференции Медико-Хирургической Академии он принимал живое участие и ревностно поддерживал русскую партию профессоров. Научная деятельность П. была очень обширна. Кроме трудов, относившихся непосредственно к ветеринарии и другим отраслям врачебного искусства, он составил «Материалы для истории Имп. С.-Петербургской Медико-Хирургической Академии», имеющие важное значение для истории медицины в России. В сентябре 1863 года окончился срок службы его в Академии, но так как не было достойного преемника его обширной преподавательской деятельности, то П. безвозмездно продолжал читать лекции по эпизоотологии студентам медицинского и ветеринарного отделений. В следующем году он вышел из Академии и послал на имя её начальника Дубовицкого письмо, в котором говорил следующее: «Расставаясь с Академиею, я выхожу за рубеж самого важного периода моей жизни: тридцать лучших лет протекли под священным её кровом, лучшие мои силы принесены на алтарь её; все здание моего служебного счастья сложилось её дарами. Много было вопросов, которых решение доставило прочные и вполне достаточные материалы для возведения его»; далее Прозоров приносил душевную благодарность профессорам Академии и говорил, что память об ней будет для него вечно священна.
Покинув Академию, Прозоров продолжал много работать на научном и административном поприщах. Исследовав новый способ прививки оспы, он устроил телячий питомник и в 1868 году положил начало прививки телячьей оспы в Воспитательном Доме. Как человек, он отличался «общедоступностью, скромностью, отзывчивостью к нуждам человеческим и был стоек в своих убеждениях». В последние годы жизни он сделал крупные пожертвования в кассы: медицинскую, студенческую и академическую и в Общество русских врачей в Петербурге, где был почетным членом. В 1885 году он основал в Академии студенческую стипендию, для платы за слушание лекций. Кроме того, он основал в Павловске богадельню на 20 кроватей, в память своей жены. До последних дней жизни он постоянно следил за успехами врачебных наук. Прозоров обладал знанием языков: латинского, греческого, французского, немецкого, английского, итальянского и польского.
Он напечатал следующие научные труды: «Apologia naturae, primam dentionem in homine operantis etc.», дисс. на степ. д-ра мед., С.-Пб. 1835 г.; «Назначение минеральных вод для домашних животных» — «Военно-Мед. Журнал», 1842 г., ч. 39, отд. III; «Сечение сухих жил» — там же, 1843 г.; «Отношение человека к природе, значение зараз, влияние на человека заразительных болезней, свойственных животным» — «Записки Дубовицкого», 1843 г.; «О колике у лошадей» — «Журнал Коннозаводства», 1843 г.; «Сравнительный взгляд на последнее пятилетие Имп. С.-Петербургской Медико-Хирургической Академии» — «Записки Дубовицкого», 1844 г.; «О некоторых видах колики» — «Военно-Мед. Журнал», 1846 г.; «Сап в начале, как болезнь излечимая» — там же; «Ветеринарная родовспомогательная наука», С.-Пб., 1849 г.; «Полное наставление к распознаванию и лечению болезней у лошадей», С.-Пб., 1850 г.; «Академические акты. Материалы для истории Имп. С.-Петербургской Медико-Хирургической Академии, в память 50-летия её собранные», С.-Пб., 1850 г.; «Ипподиететика», 1853 г.; «Скарлатина, окончившаяся родимцем» — «Протоколы засед. С.-Петербургского Общества Русских Врачей» 1857—1858 г.; «О способах лечения сифилитической болезни» — там же; «Статистика венерических болезней» — там же; «Местное употребление хлороформа» — там же, 1858—1859 гг.; «Общий исторический взгляд на ветеринарную часть в России» — «Военно-Мед. Журнал», 1859 г., ч. 74, отд. V; «Случай водобоязни у человека (студента Новицкого)» — «Протоколы засед. Общества Русских Врачей в Петербурге», 1861—1862 гг.; «Злокачественный прыщ, наблюдаемый Н. В. Коноплевым, и суждение о сем» — там же; «Зудячка (Prurigo)» — там же, 1862—1863 гг.; «Распознавание чумы у рогатого скота» — там же; «По поводу предложения Якубовского об очищении кож после павшего скота» — там же; «Ветеринарная терапия», т. I, 1865 г.; «Анатомия лошади для коновальной школы. Записки по зоофизиологии и зоофармакологии; литографировано в начале 1850 г.». Кроме того, в «Журнале Коннозаводства» П. поместил следующие статьи: «О сочинениях по ветеринарной части, вышедших в России» (1844 г.), «Белковинная моча у животных», «Подсед и новый способ его лечения», «Полное изложение диететического учения о лошади» (1847—1848 г.), «О лечении суставолома», «Сибирская язва» и др. Немало статей напечатал он и в «Трудах Имп. Вольно-Экономического Общества» и других периодических изданиях.